# Charlie Ford
Charlie Ford, nacido como Charles Wilson Ford (Richmond, Misuri; 9 de julio de 1857 - ibidem, 4 de mayo de 1884), fue un forajido del Oeste. Con su hermano Robert Ford fue miembro de la banda de Jesse James. Aunque no fue una figura notable en la banda de Jesse James, participó en el robo al tren de Blue Cut y Misuri en septiembre de 1881. Estuvo involucrado con su hermano en el asesinato de Jesse James, que recibió un disparo el 3 de abril de 1882. Condenado por robo en primer grado, fue absuelto por el gobernador de Misuri Tom Crittenden.
Después de tal acto de cobardía, salió el rumor de que Frank James, hermano de Jesse, los estuvo buscando a ambos con planes mortales a modo de venganza. En los próximos años Charlie viajó de pueblo en pueblo, cambiando varias veces de nombre.
Aquejado de una tuberculosis y debido a su adicción a la morfina y a la depresión por el asesinato de Jesse James, se suicidó el 4 de mayo de 1884. Está enterrado en el cementerio de Richmond.

## Cultura actual

### Cine
Frank Gorshin protagoniza a Charlie Ford en la película de 1957 The True Story of Jesse James, Christopher Guest lo hace en la película de 1980 The Long Riders, Alexis Arquette en la película de 1994 Frank and Jesse y Sam Rockwell en la película de 2007 El asesinato de Jesse James por el cobarde Robert Ford, basado en la novela de Ron Hansen.  Charles Tannen lo hace en The return of Frank James , película dirigida por Fritz Lang en 1940.

### Literatura
Charlie Ford aparece como antagonista en la novela The Assassination of Jesse James by the Coward Robert Ford, de Ron Hansen.